# Katrina Adams
Katrina Adams (5 de agosto de 1968) es una tenista profesional estadounidense retirada de la actividad. En la actualidad es la presidenta de la Asociación Estadounidense de Tenis. 

## Biografía

### Primeros años
Adams empezó a jugar tenis en la ciudad de Chicago a la edad de seis años. Ingresó a la Universidad Whitney Young Magnet, convirtiéndose en la campeona en sencillos en 1983 y 1984 del torneo de tenis realizado por las Universidades de Illinois y de Northwestern. Ganó el título en dobles del Colegio Nacional Asociación Atlética (NCAA) con Diane Donnelly como compañera en 1987.

### Carrera
Adams ganó siete de sus veinte títulos de WTA entre 1987 y 1996 con Zina Garrison como compañera. Su mejor resultado en un torneo de Grand Slam en modalidad sencillos fue en Wimbledon de 1988, cuando alcanzó los cuartos de final, perdiendo ante Chris Evert 5–7 6–3 6–0.

### Retiro
Tras su retiro se convirtió en comentarista de tenis en el canal Tennis Channel desde el año 2003, y es directora ejecutiva del programa Harlem Junior Tennis and Education.

## Finales de WTA

### Sencillos 2 (0–2)
| Leyenda                     |
| --------------------------- |
| Torneos de Grand Slam (0/0) |
| Oro olímpico (0/0)          |
| Torneos WTA (0/0)           |
| Tier I (0/0)                |
| Tier II (0/0)               |
| Tier III (0/0)              |
| Tier IV & V (0/2)           |

| Resultado | No. | Fecha             | Torneo         | Superficie | Oponente en la final | Marcador en la final |
| Finalista | 1.  | Febrero de 1988   | Wellington     | DUra       | Jill Hetherington    | 6–1, 6–1             |
| Finalista | 2.  | Noviembre de 1991 | Virginia Slims | Dura       | Sabine Appelmans     | 6–2, 6–4             |

## Rendimientos en sencillos
| Grand Slam      |    |    |    |    |    |    |    |    |    |    |    |       |
| Australian Open | A  | 1R | 2R | 1R | A  | 3R | LQ | LQ | LQ | A  | 1R | 4–8   |
| Roland Garros   | A  | 1R | 1R | LQ | LQ | 1R | LQ | LQ | A  | 1R | LQ | 4–9   |
| Wimbledon       | A  | 4R | 3R | 1R | LQ | 2R | LQ | 1R | 1R | 2R | LQ | 18–10 |
| US Open         | LQ | 1R | 1R | 1R | LQ | A  | 1R | 1R | 3R | 1R | LQ | 7–10  |